# Grotwoning Greetje Blanckers

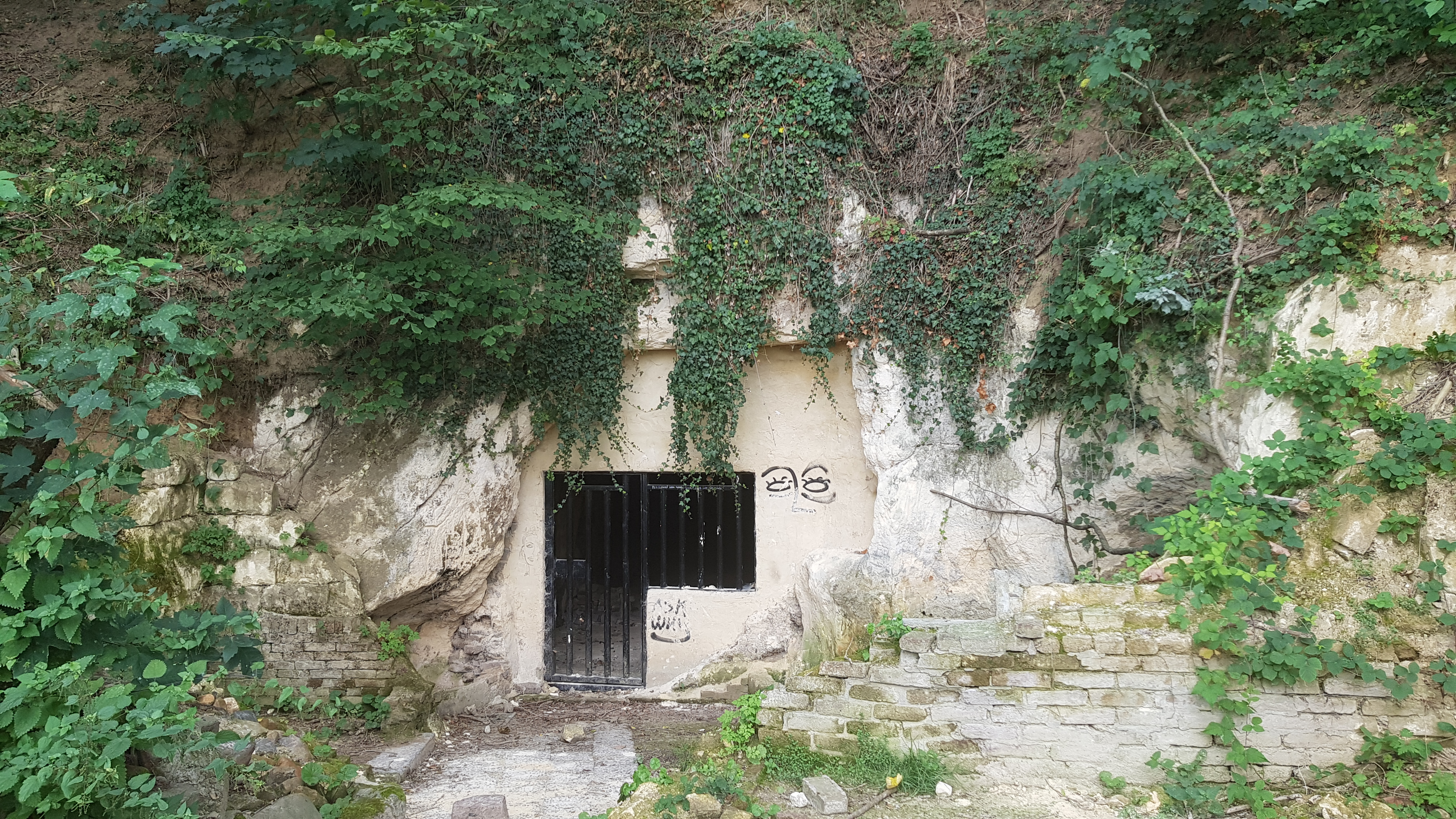
Grotwoning Greetje Blanckers anno 2019

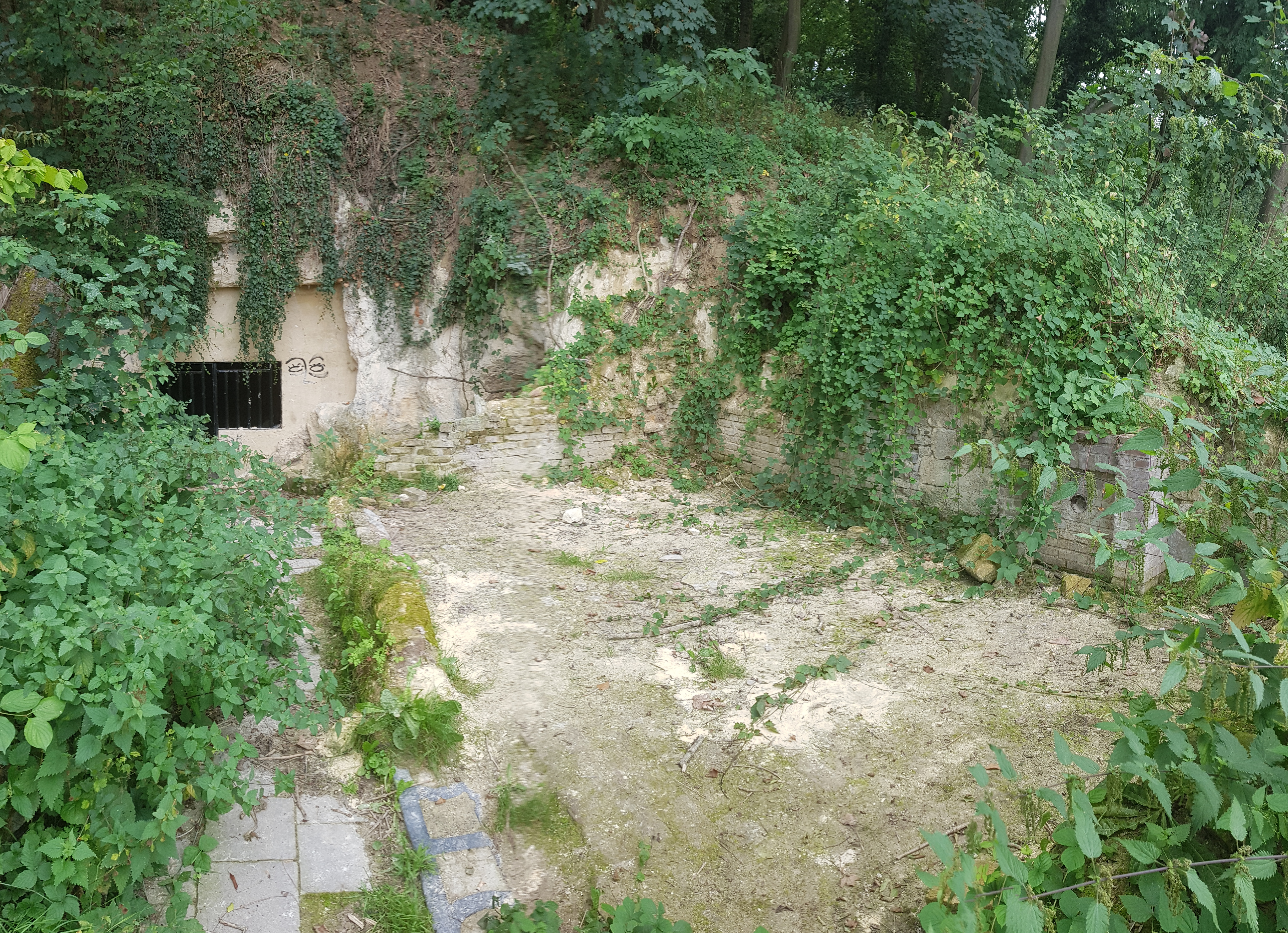
de plek van het witte huisje

De Grotwoning Greetje Blanckers is een voormalige Limburgse mergelgroeve en groevewoning in Nederlands Zuid-Limburg in de gemeente Maastricht. De groeve ligt in de noordwestelijke helling van de Sint-Pietersberg en het Plateau van Caestert aan de rand van het Slavantebos ten zuiden van Sint-Pieter.
Op ongeveer 100 meter naar het noordwesten staat de Hoeve Zonneberg en op ongeveer 200 meter naar het zuidoosten ligt het Buitengoed Slavante. Op ongeveer 80 meter naar het noordwesten ligt de ingang van het gangenstelsel Zonneberg en op ongeveer 80 meter naar het zuidoosten ligt de Grotwoning De Kluis.

## Geschiedenis
In 1858 woonden de grootouders van Greetje, de familie Claessens, ter plaatse waar later het Gouvernement is komen te staan op de oostelijke oever van de Maas. Ze hadden meerdere keren last gehad van de hoge waterstand van de Maas en lieten toen aan de overzijde van de rivier op de Sint-Pietersberg een woning te maken. Deze woning werd illegaal uit de berghelling uitgehouwen en men bouwde voor de groevewoning een wit huisje waarin men konijnen fokte. Men overlegde met de grondeigenaar, de familie Crets-Straetmans uit Brussel, en men mocht in de woning blijven wonen waarbij men jaarlijks 9 gulden (later verder verhoogd tot uiteindelijk 36 gulden) aan pacht betaalde die voor Kerstmispersoonlijk werd opgehaald. De dochter Leneke van de familie Claessens was negen jaar oud toen ze in de grotwoning kwam wonen en bleef daar wonen tot aan haar dood op 18 maart 1943. Zij was getrouwd met Harie Blanckers (tuinder en gids in gangenstelsel Slavante) en kregen samen zes kinderen, waaronder Greetje die de jongste was in het gezin.
Op 13 november 1887 werd Greetje Blanckers in de grotwoning geboren. Ze volgde opleiding tot onderwijzeres, kon meerdere talen spreken, verbouwde haar eigen groenten, had een hond en meerdere katten. Er waren geen voorzieningen, geen gas, water of elektriciteit. De verlichting werd verzorgd met kaarsen, gekookt werd op een vuurtje en met regenwater werd de was gedaan. De gidsen die de rondleidingen in de Zonneberg verzorgden in de Sint-Pietersberg namen de mensen nog even langs Greetje die dan vertelde hoe het was om ondergronds te leven. Ze genoot van haar vrijheid en eenvoudige leven, evenals het leven aan de bosrand en de velden.
Rond 1960 werd het witte huisje voor de groevewoning (dat stamde van rond 1880 en was opgetrokken vanwege het gebrek aan ruimte van het acht personen tellende gezin) opgeknapt in opdracht van ENCI-directeur Gadiot, zodat ze daar toen ze ouder werd in kon wonen.
In 1971 verliet Greetje haar woning op 83-jarige leeftijd en kwam ze te wonen in het huis van de jongen op wie ze jaren eerder gepast had. Een woning met sanitair en basisvoorzieningen. Later verhuisde ze naar het bejaardenhuis Aldenhof en daarna naar de Lenculenhof, waar ze in 1981 overleed op 93-jarige leeftijd.
Na het verlaten van haar woning raakte deze steeds verder in verval door onder andere vandalisme. In 2009 heeft men de grotwoning afgesloten door deze dicht te metselen en te voorzien van hekwerk. Anno 2019 is het witte huisje voor de groevewoning vrijwel volledig verdwenen en resteert er enkel nog een vloer en wat muurrestanten.

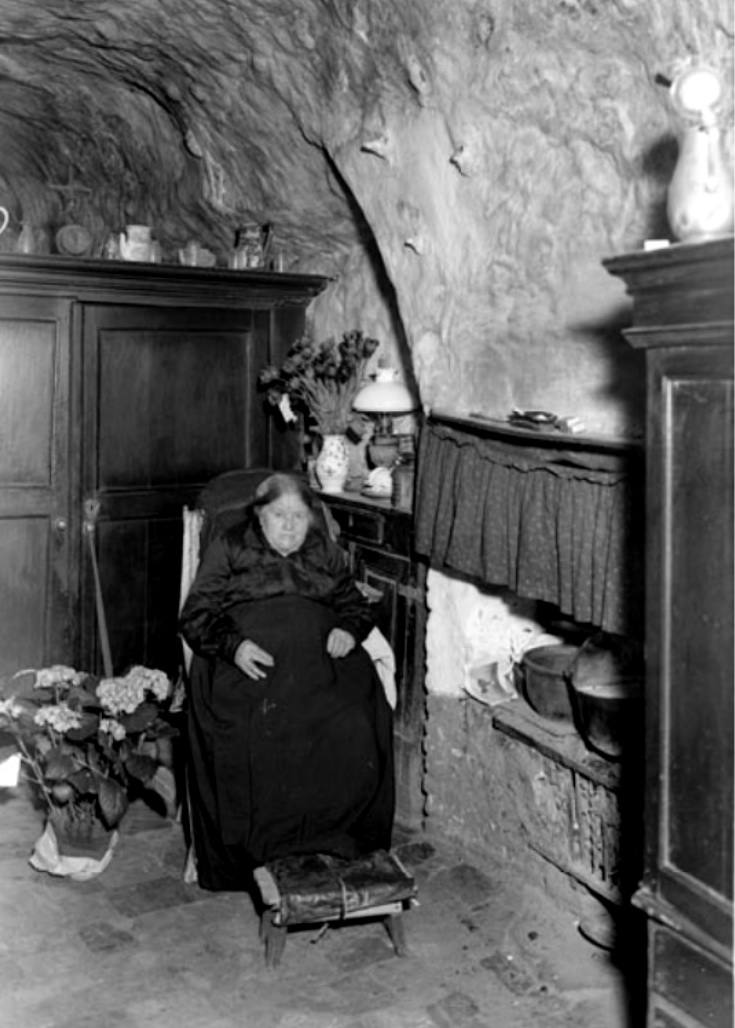
Leneke Blanckers-Claessens (1849-1943) in 1939
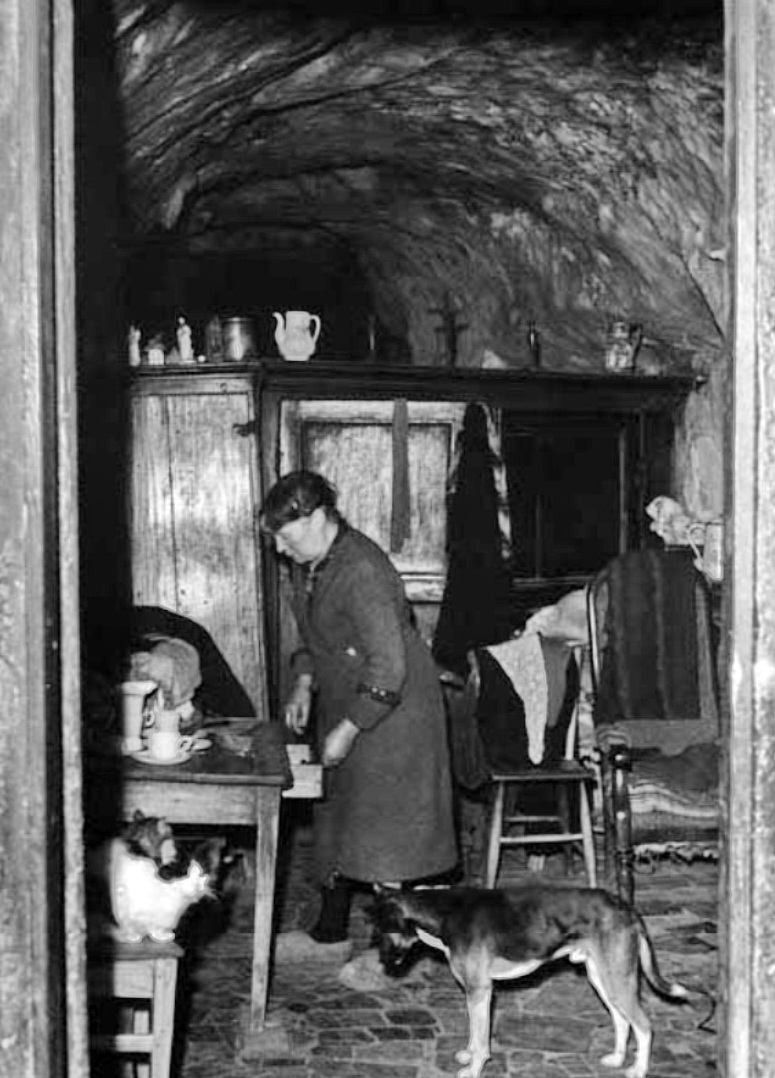
Greetje Blanckers (1887-1981) met hond en katten in 1954
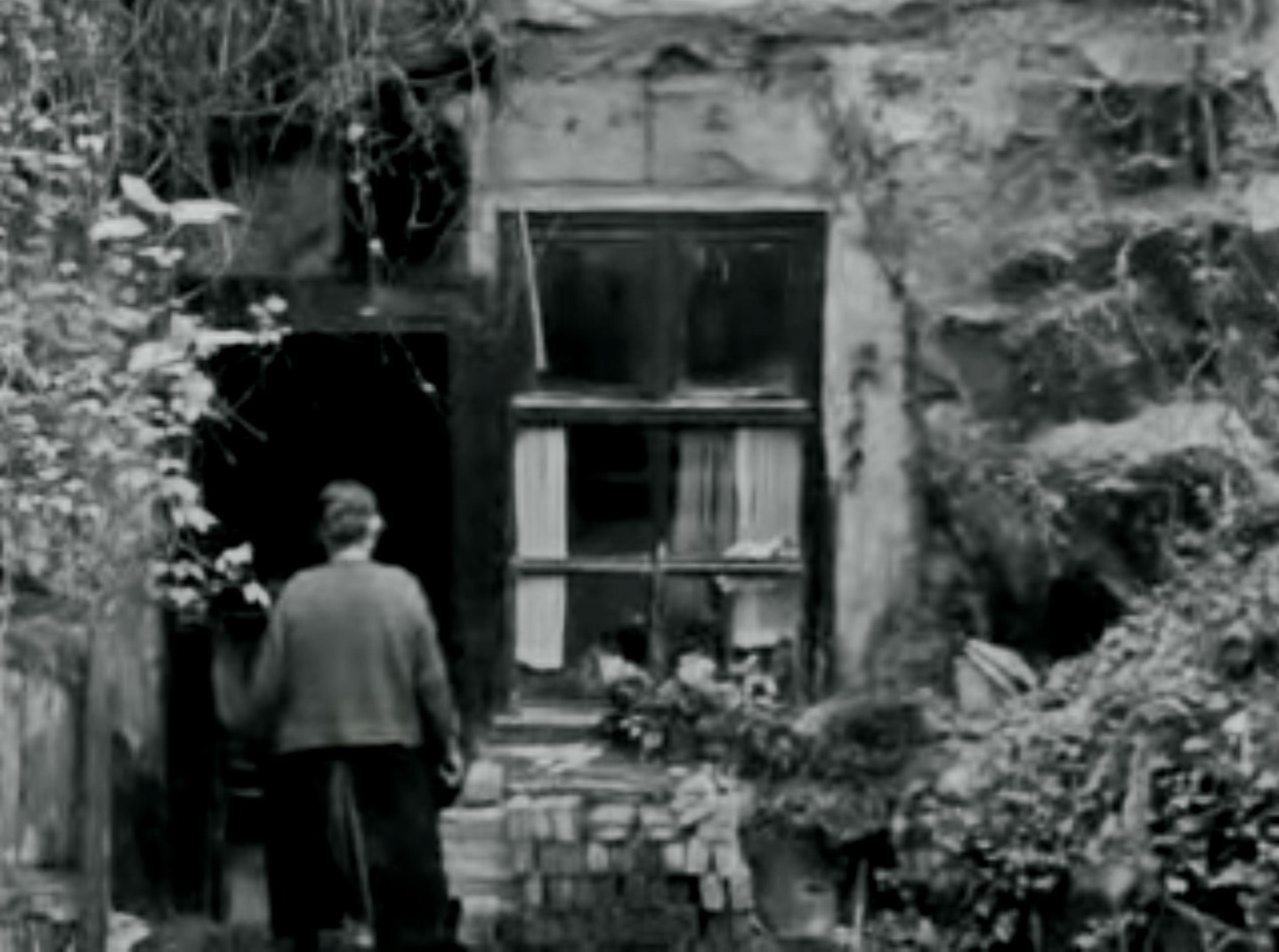
Greetje Blanckers vóór haar grotwoning in 1959 (filmclip Bioscoopjournaal)
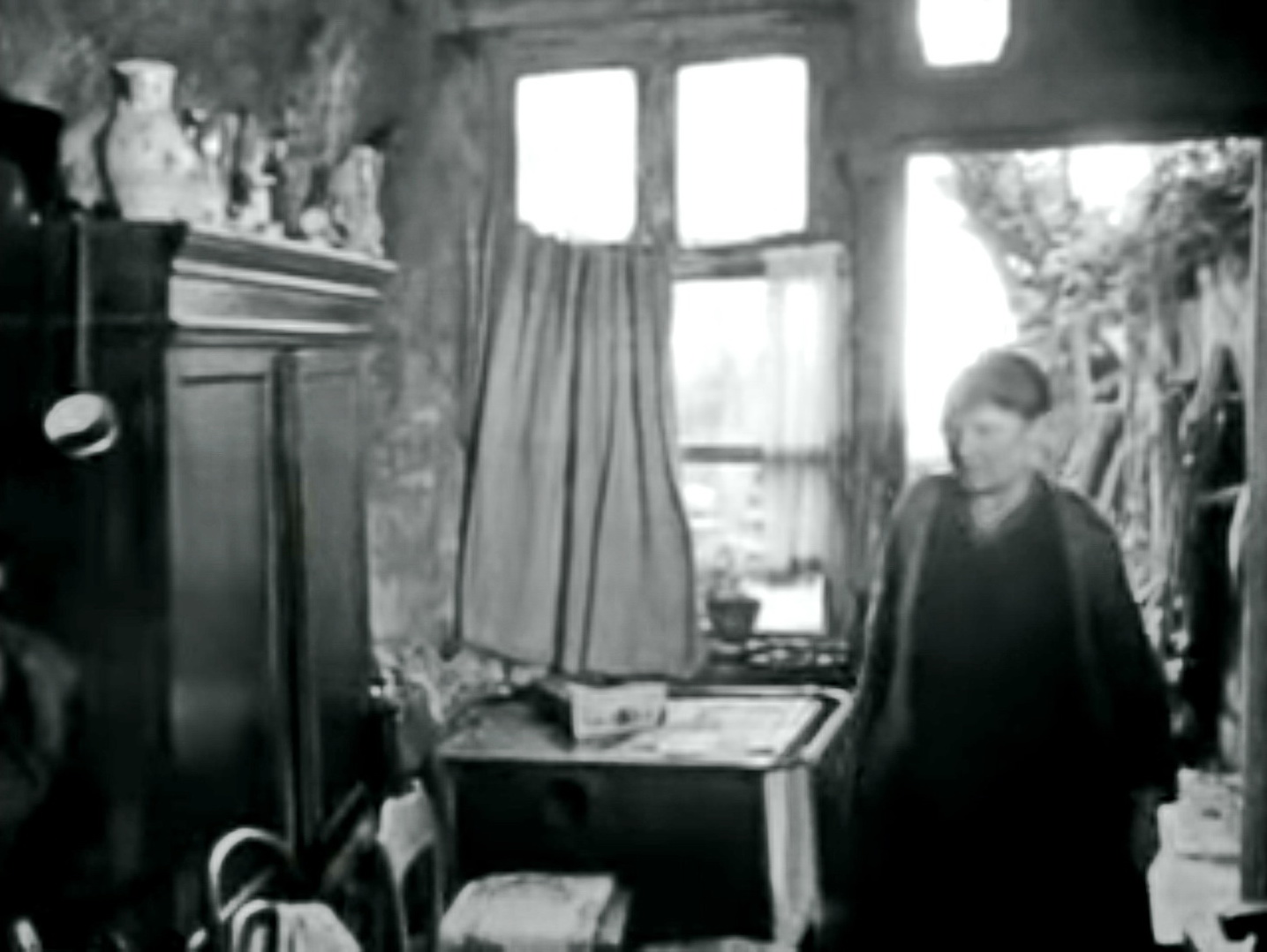
Greetje Blanckers in haar woonkamer-keuken in 1959
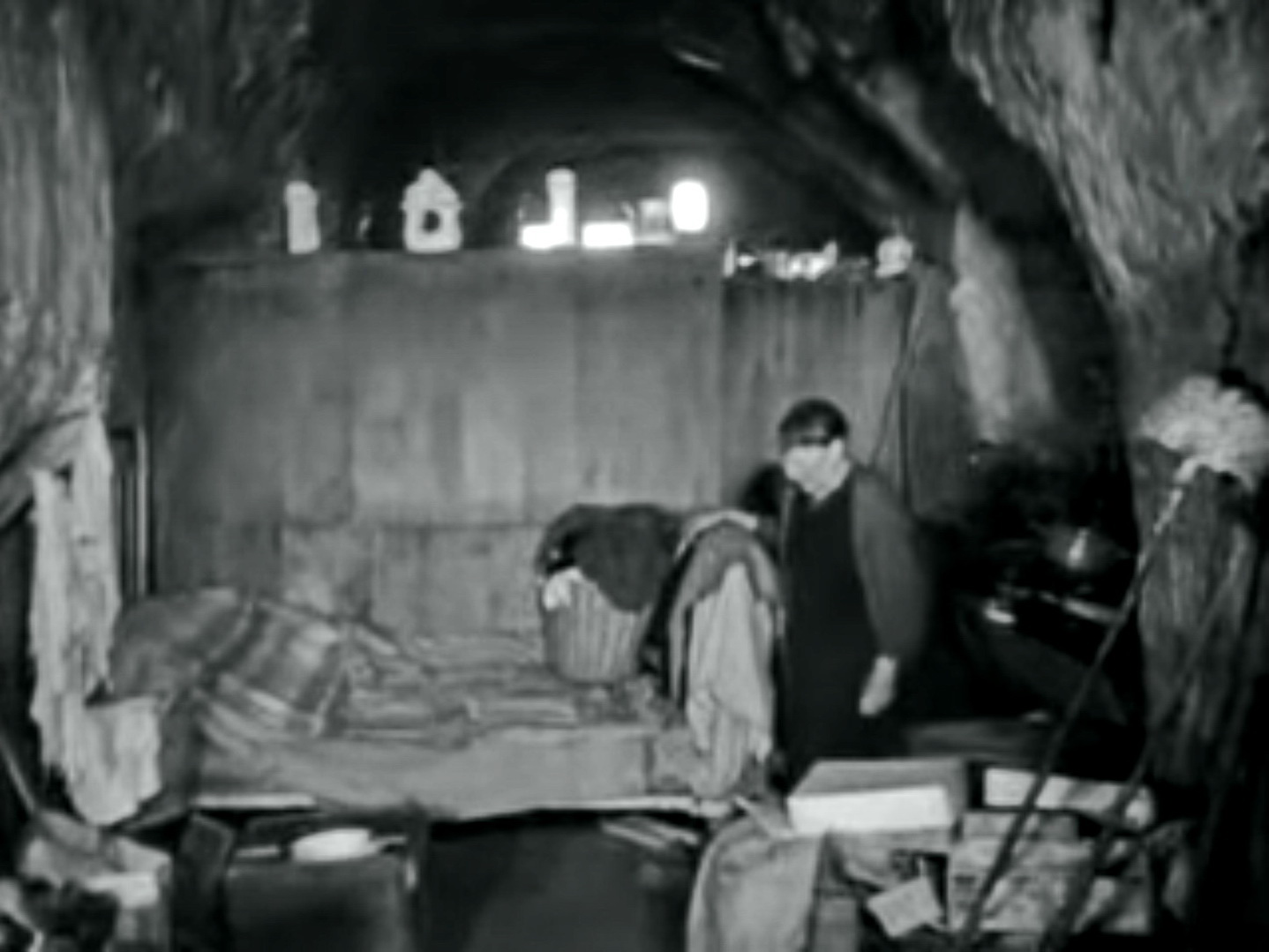
Greetje Blanckers in haar 'slaapkamer' in 1959
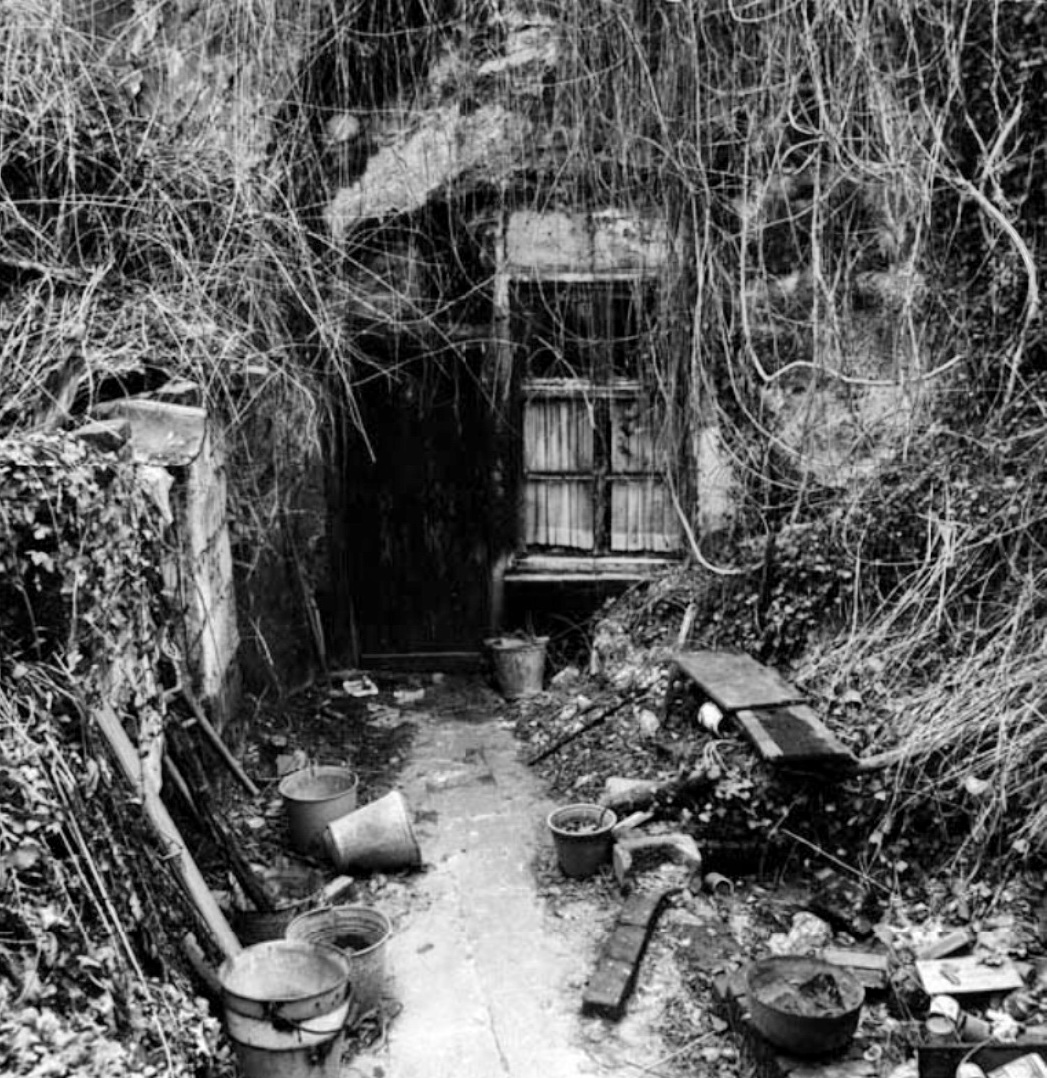
De grotwoning na het vertrek van Greetje, 1973

## Groeve
De groeve is niet verbonden met andere gangenstelsels in de Sint-Pietersberg.
De groeve heeft een lengte van 15-18 meter en een breedte van ongeveer vier meter. De ruimte diende zowel als keuken, woonkamer en badkamer, met achter grote kasten een bed. De woning was afgesloten met een muur van mergelblokken met daarin een deur en een raam.
De beheerder van de groeve is Natuurmonumenten. Voor 2017 werd de groeve op veiligheid onderzocht en werd deze goedgekeurd.